# موعد على العشاء (فلم)
موعد على العشاء فيلم مصري من إنتاج عام 1981. بطولة سعاد حسني وحسين فهمي وأحمد زكي

## قصة الفيلم
تدور أحداث الفيلم حول «نوال» التي تعاني من إهمال زوجها «عزت» رجل الأعمال المعروف، الذي لا يبادلها العواطف والمشاعر، فتضيق بحياتها وتقرر الانفصال، وتقع بعد ذلك في حب «شكرى» الذي يغرقها في بحر من العواطف، ولكن عزت يحاول التفريق بينهما، ويقوم بإرسال بلطجية لشكري بعدما تزوج من نوال لإرغامه على تطليقها، وعند رفض شكري يقوم عزت بقتله بسيارته، فتقرر نوال الانتقام من عزت بالإدعاء أنها عادت إلى حبه، وتدعوه للعشاء وتضع السم في الطعام الذي يحبه، وعندما يأكل عزت ويطلب من نوال مشاركته الطعام فتأكل نوال مقررة أن تموت بعد أن انتقمت من عزت الذي أكل هو الآخر من الطعام المسموم.

## بطولة
- سعاد حسني: (نوال)
- حسين فهمي: (عزت)
- أحمد زكي: (شكري)
- زوزو ماضي
- رجاء الجداوي
- إجلال زكي
- أنعام سالوسة
- أمل إبراهيم
- عدوي غيث
- سامي سرحان
- حافظ أمين
- ليلى صابونجي
- خيري بشارة
- بشير الديك
- مودي عبد الوهاب
- مروة الخطيب
- علية على

## روابط خارجية
- مقالات تستعمل روابط فنية بلا صلة مع ويكي بيانات